# White Bull
White Bull (Pte San Hunka), siouxindian, född i april månad 1849, död 21 juli 1947.
White Bull var son till hövdingen Makes-Room, från Miniconjousioxerna. Modern, Good Feather Woman, kom från Hunkpapasioxerna och var syster till den store ledaren Sitting Bull. Under sin uppväxt tillbringade han långa perioder i morbroderns läger och lärdes där upp till en djärv präriekrigare. 

## Custers baneman?
På ålderns höst, i början av 1930-talet, intervjuades han av den vite indianhistorikern Henry Vestal. Intervjuerna låg till grund för en omfattande biografi som publicerades 1934. Under intervjuerna berättade han bland annat att det var han som dödade Custer vid slaget vid Little Bighorn 1876:
| ” | En lång soldat med gult hår och mustasch såg mig komma och försökte lura mig genom att sikta på mig med sitt gevär. Men när jag rusade på honom kastade han sitt gevär mot mig utan att skjuta. Sedan brottades vi i rök och damm. Soldaten var mycket stark och modig. Han försökte vrida mitt gevär ur mina händer, då slog jag honom över ansiktet med min ridpiska. Han drog sin pistol, men då vred jag den ur hans händer och slog honom i huvudet med vapnet en tre-fyra gånger. Jag lyckades slå omkull honom och sköt honom sedan, först i huvudet och sedan i hjärtat - Lite senare stötte jag ihop med min kusin Bad Soup. När jag visade honom soldaten som jag dödat sade han att det var Långa Håret. Bad Soup hade tidigare vistats i närheten av Fort Abraham Lincoln som var 7:e kavalleriets bas och där sett Custer flera gånger. Jaha, sade jag, om detta är långa håret är det jag som har dödat honom. Ingen hade tagit hans skalp eftersom håret var kortklippt. | „ |

För att White Bull inte skulle råka illa ut, uteslöt Vestal dessa uppgifter i sin bok. Han publicerade dem först 10 år efter White Bulls död. Vestal påstår att ingen av de gamla siouxer och cheyenner som deltog i striden tvivlade på att White Bull var Custers baneman. Enligt arméns egen rapport hade Custer skjutits i tinningen samt i hjärttrakten - uppgifter som stämmer väl överens med White Bulls berättelse.